# Très chrétien

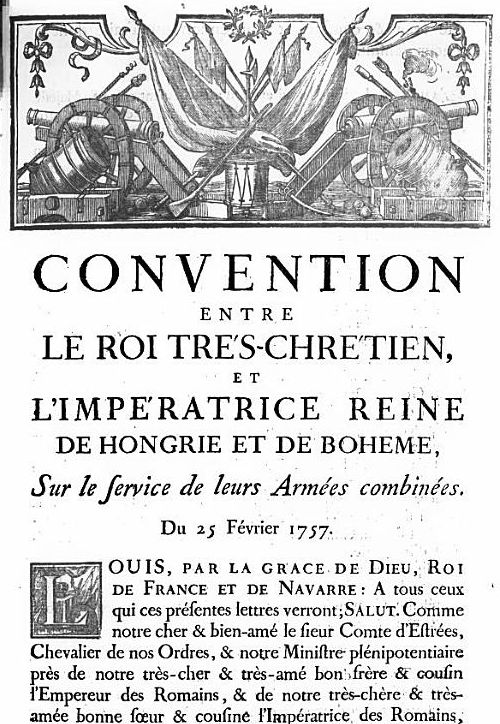
Extrait fu convention entre le Roi Trés-Chrétien, et l'Impératrice reine de Hongrie et de Boheme : sur le service de leurs armées combinées. Du 25 février 1757

Le paralexème « très chrétien » est une locution adjectivale utilisée pour traduire le latin christianissimus, superlatif de l'adjectif christianus, chrétien, dérivé de Christus, le Christ, de christus, oint.
Les papes utilisèrent d'abord le superlatif christianissimus comme marque d'honneur, pour qualifier les souverains de leur choix. Mais, à partir de Charles V, le superlatif servit à désigner le seul roi de France et son royaume.
Sous l'Ancien Régime puis pendant la Restauration, le prédicat « Sa Majesté Très Chrétienne » (en abrégé, par siglaison : S.M.T.C.) et le titre « roi très chrétien » désignent ainsi le roi de France, de même que « le Très-Chrétien ».
Le paralexème « très chrétien » peut être comparé à celui de Fils aîné de l'Église, propre aux rois de France.
Comme ce dernier paralexème, il fut appliqué indifféremment au roi, au peuple ou au territoire français et devint peu à peu un objet de gloire, une justification d'être, apportant aux Français la certitude d'être un élément important du plan de Dieu dans l'ordre du monde au cours des temps.
Le paralexème « très chrétien » peut être rapproché de « très catholique », qualificatif réservé aux rois et reines d'Espagne, ainsi que de « très fidèle », qualificatif réservé aux rois et reines du Portugal, et de « très gracieux », qualificatif réservé aux souverains britanniques.

## Le roi de France, roi très chrétien

### Utilisation de l'expression
L'historien Hervé Pinoteau a étudié l'utilisation de ce titre depuis les temps mérovingiens, il en a décrit les différentes étapes.

#### Mérovingiens et Carolingiens
Le terme christianissimus est donné par le pape à des princes francs et autres dès l'époque mérovingienne, puis au maire du palais Charles Martel et à ses descendants. Charlemagne se le confère lui-même dans un capitulaire de 802. Néanmoins, la chancellerie pontificale le confère également aux empereurs de Constantinople et aux rois des Bulgares. Il s'agit d'un titre glorieux accordé à titre individuel et non héréditaire.

#### Capétiens directs
C'est sous les Capétiens directs que l'idée de ce titre particulier tend à devenir spécifique au roi de France. Lors de la querelle des investitures, le pape donne ce titre à Louis VII. Thomas Becket appelle dans ses lettres Louis VII « le roi très chrétien » par opposition au roi d'Angleterre. Dans une bulle de 1214, le pape écrit à Philippe II : « Entre tous les princes séculiers, tu as été distingué par le titre de chrétien ». Louis IX, bien que canonisé avant la fin du XIIIe siècle, est rarement gratifié de ce titre.
Philippe IV le Bel est le premier à se faire régulièrement appeler « très chrétien » : à ce titre, qui tend alors à prendre une portée juridique, il s'autorise, de par sa relation directe avec le royaume de Dieu, à intervenir dans les affaires de l'Église, en opposition au pape Boniface VIII qu'il conteste et dénonce comme hérétique.

#### Valois
À la fin du règne de Charles V, le pape réserve ce titre au seul roi de France, ce que Raoul de Presles souligne en 1375. La chancellerie française s'attache, à partir de cette date, à lier le titre de « très chrétien » à celui de roi de France et Charles VI affirme : « Nous avons pris la résolution de conserver ce très saint surnom conquis par nos prédécesseurs ».
Les papes Eugène IV, Nicolas V, Calixte III, Pie II y voient un titre héréditaire légué à Charles VII par ses prédécesseurs, ce que confirme l'empereur Frédéric III qui écrit : « Vos ancêtres ont assuré à votre race le nom très chrétien comme un patrimoine qui se transmet à titre héréditaire ». À partir de Paul II (1464), les adresses des lettres papales sont « À mon très cher fils en Jésus-Christ, Louis, roi de France très chrétien ». Bulles et brefs reprennent alors systématiquement la formule. Louis XI est ainsi le premier bénéficiaire continu de ce qualificatif.
Lors des conflits entre Charles VIII puis Louis XII et la papauté, il est question de retirer ce surnom au roi de France, ce qu'empêche l’avènement de Léon X.

#### Bourbons
- Les Bourbons utilisent l'expression comme leur prédécesseur. La reine de France est désignée comme la reine très chrétienne.
- Le titre n'était connu en France que sur les monnaies et médailles pouvant circuler à l'étranger. Dans les traités et conventions avec l'étranger, les rois Bourbons s'intitulaient « roi très chrétien de France et de Navarre ». Dans les traités, on peut lire l'abréviation de « Sa Majesté Très Chrétienne » : S.M.T.C.
- Au XVIe siècle, les papes donnent au roi d'Espagne le qualificatif de "roi catholique" ; en 1748, ils confèrent celui de « très fidèle » au roi de Portugal.
- Les rois d'Angleterre puis de Grande-Bretagne, qui ne renoncent officiellement à leur prétention à la couronne de France qu'en 1801, préfèrent souvent appeler le roi de France « roi très chrétien » plutôt que de lui donner son titre complet.
- En exil, Charles X inscrit sur le registre d'un hôtel autrichien « très chrétien » comme religion, alors que les personnes de sa suite se contentent de « catholique ».

### Prérogatives du roi très chrétien
Certains rites religieux ne s’appliquaient qu’au roi de France et lui rappelaient son statut  particulier de roi très chrétien que ce soit durant la messe, le mandé royal ou le toucher des écrouelles. 
- Le roi ne prenait pas le deuil en noir, mais en violet couleur du deuil de l’évêque[5].
- Sous les Bourbons et en particulier sous Louis XIV, les actions insérées dans le déroulement de la liturgie de la messe du fait de la présence du roi étaient proches des dispositions prévues par les cérémonials romains lorsque la messe est célébrée en présence d’un cardinal, d’un archevêque métropolitain ou d’un évêque diocésain. Au regard des normes liturgiques romaines, le roi de France était assimilé à quelques exceptions près, à un évêque dépourvu de juridiction ecclésiastique[6].
  - Au début de la messe, le célébrant portait lui-même de l’eau bénite au roi.
  - Une fois l’Évangile lu, le grand aumônier le faisait baiser au roi[Note 1],[7].
  - À l’offertoire, le roi était encensé de trois coups doubles immédiatement après le célébrant, c’est-à-dire avant les cardinaux, évêques et autres clercs éventuellement présents.
  - Pendant la messe basse, deux clercs de la Chapelle agenouillés, devaient tenir des flambeaux allumés de la fin de la préface jusqu’à l’élévation incluse, une disposition prévue également pour la messe basse célébrée par un évêque[6].
  - À la fin d’une messe chantée, le célébrant portait le corporal à baiser au souverain : le geste n’avait pas été accompli au préalable par le célébrant mais il associait intimement le roi au sacrifice qui venait d’être renouvelé à l’autel[8].
  - D’après les rubriques du Missel romain, le roi de France était nommé au canon de la messe immédiatement après l’évêque du diocèse[9].
  - À Versailles, dans la chapelle définitive, le prie-Dieu du roi fut placé entre les deux rangées des stalles des lazaristes, c’est-à-dire dans le chœur liturgique, lieu en principe réservé aux clercs. Cette prérogative rappelle celle de l’empereur byzantin, qui seul avait eu le droit de franchir la barrière du chancel[9].
- Lors des cérémonies de l’Ordre du Saint-Esprit, s’il y avait prestation de serment, le roi disposait d’un fauteuil placé sous un dais, du côté de l’Évangile, une situation qui rappelle précisément aussi celle de l’évêque officiant. Le roi disposait alors exclusivement du baldaquin, privilège en principe réservé aux évêques pour toutes les églises de leur diocèse et l’évêque officiant devait se contenter d’une banquette ou d’un faldistoire, comme s’il était en présence d’un prélat supérieur en dignité ou en juridiction[6].
- Tous les ans le Jeudi Saint, le roi très chrétien procédait à la cérémonie du lavement des pieds ou Mandé royal (Mandatum ou de Lotio pedum), comme tous les évêques catholiques. Treize garçons pauvres étaient sélectionnés pour cette cérémonie[Note 2] ; la place du roi très chrétien était particulière car les autres chefs d’État catholiques, lorsqu’ils accomplissaient cette cérémonie, lavaient les pieds de douze pauvres[10].
- En vertu d’un pouvoir dérivé du sacre, le roi de France était supposé pouvoir guérir les malades atteints des écrouelles, une adénite tuberculeuse, forme ganglionnaire de la tuberculose. Ce pouvoir thaumaturgique était le signe d'une dimension quasi sacerdotale du Très chrétien : les rois de France selon Du Peyrat, « font les miracles de leur vivant par la guérison des malades écrouelles, qui montrent bien qu’ils ne sont pas purs laïques, mais que participant à la prêtrise, ils ont des grâces particulières de Dieu, que même les plus réformés prêtres n’ont pas[11]. »

## Le peuple de France, peuple très chrétien
L'historienne Colette Beaune affirme que cette qualification de « Très chrétien » ne fut pas réservée au seul roi de France mais était appliquée également au royaume et au peuple de France.

### Fondements historiques
Plusieurs faits historiques furent mis en avant pour justifier de qualifier la France de nation très chrétienne :
- les Francs ont été le premier peuple barbare converti au catholicisme à l'époque de Clovis ;
- les Francs créèrent les États pontificaux sous Pépin le Bref et Charlemagne ;
- les Français jouèrent un rôle décisif dans les Croisades[Note 3], à tel point qu'en Orient, tous les croisés furent qualifiés de Francs quelle que fût leur origine ;
- le royaume de France abrite une grande concentration de sanctuaires et de reliques, au premier rang desquels la sainte Chapelle et la couronne d'épines.

### Ouvrages insistant sur cette qualité
C'est au XIIe siècle que l'idée apparaît que les Francs l'emportent sur les autres peuples par la foi, considérée comme la première des vertus. Aussi bien dans la Gesta Dei per Francos que dans l' Histoire de Jérusalem de Robert le Moine, se mêlent l'exaltation de la foi de toute la Chrétienté et celle du royaume des Francs. La gens Francorum fidèle au Pape, mue par le doigt de Dieu, est une « beata gens », un peuple saint. Dans le plan de Dieu, un rôle lui est réservé à part. Des textes de la fin du XIe siècle attribue la qualité de très chrétien au peuple franc, non au territoire.
Mathieu Paris, Anglais pourtant, assure qu'en France « la Foi est la plus vive et la plus pure ». Jacques de Vitry ou Saint Thomas affirment qu'« il y a beaucoup de nations chrétiennes, parmi elles, la France et les Français sont purs catholiques ». Les églises y sont nombreuses et riches, les reliques précieuses et vénérées.
Quand le prologue des Grandes Chroniques de France, dans le dernier quart du XIIIe siècle, présente la nation française, c'est la qualité de très chrétienne qu'il met d'abord en évidence : « Cette nation ne fut pas sans raison renommée sur toutes les autres nations, car elle ne souffrit longuement la servitude de l'idolâtrie et de la mécréantise... Tôt obéit à son créateur, à Dieu offrit les prémices et le commencement de son règne... Puisqu'elle fut convertie, la foi ne fut plus fervemment et droitement tenue en nulle autre terre. Par elle est multipliée, par elle est soutenue, par elle est défendue. Si une autre nation fait à sainte Église force ou grief, en France vient faire sa complainte, en France, vient refuge et secours ; de France vient l'épée et le glaive par qui elle est vengée et France comme loyale fille secourt sa mère en tous besoins. »
Au début du XVIe siècle, quand Jean Lemaire de Belges dédie à Louis XII un Traité de la différence des schismes, il consacre vingt-trois chapitres (un par schisme) à l'action conciliatrice et salvatrice de la France envers l'Église.

### Reconnaissance par la papauté de cette qualité
Les papes encouragèrent cette vision des choses à plusieurs reprises. Ainsi, le pape Grégoire IX affirma à saint Louis que la France était la tribu de Juda du nouvel Israël qu'est l'Église ; la bulle Dei Filius Cujus précise ainsi : « Le Fils de Dieu, aux ordres de qui tout l'Univers obéit, au bon plaisir de qui servent les rangs de l'armée céleste, constitua, en signe de puissance divine, les divers royaumes selon des distinctions de langues et de race, ordonna les divers régimes des peuples au service des ordres célestes ; parmi ceux-ci, de même que la tribu de Juda est élevée d'entre les fils du Patriarche [Jacob] au don d'une bénédiction spéciale, de même le royaume de France est distingué par le Seigneur avant tout autre peuple de la terre par une prérogative d'honneur et de grâce. »
Bien avant saint Louis, dès l'époque mérovingienne, les papes avaient reconnu le caractère spécifique et éminemment chrétien et glorieux du peuple franc. Ainsi, le pape saint Grégoire Ier le Grand écrivit à Childebert II, roi des Francs en Austrasie : « Autant la dignité royale élève au-dessus des autres hommes, autant votre dignité royale franque vous élève au-dessus des royautés des autres nations. ».
Le pape Paul Ier dans une lettre aux chefs clercs et laïcs du royaume des Francs, mentionna pour le reprendre à son compte le prologue de la loi salique, rédigé entre 757 et 766, exaltant longuement « l'illustre nation des Francs, qui a Dieu pour fondateur. ».

### Les privilèges de France, conséquences de cette qualité
Sous le règne de Philippe IV le Bel, l'argumentation royale est basée sur la surchristianisation du territoire royal. Le frère mendiant Guillaume de Sauqueville compare au cours de l'été 1302 la France au peuple de Dieu : élue comme Israël, la France est la terre de la nouvelle alliance, la terre promise, la terre sainte ; Philippe IV le Bel reprit cette argumentation : « Le Très-Haut Seigneur Jésus, trouvant dans ce royaume plus que dans toute autre partie du monde une base stable pour la sainte foi et la religion chrétienne et considérant qu'il y avait là, la plus grande dévotion envers lui, son vicaire et ses ministres, décida de l'honorer au-dessus de tous les royaumes et principautés de quelques prérogatives et grâce singulières. »
Ces privilèges de la nation française sont le sacre de son roi par la sainte Ampoule, son pouvoir de guérison des écrouelles, la possession des armoiries aux lys et l'oriflamme, qui furent complétées par la suite, par exemple par la Loi salique ; ces privilegia Franciae connurent à la fin du Moyen Âge des développements spectaculaires. Bernard du Rosier, dans son ouvrage Miranda de laudibus Franciae publié avant 1461, donna une liste détaillée des privilèges du roi et du royaume très chrétiens, liste qui fut complétée définitivement par Jean Ferrault avec ses vingt privilèges écrits vers 1509 mais publiés seulement en 1520.

## Titres similaires
Les monarques d'autres nations européennes ont reçu des titres similaires de la part du pape :
- Hongrie : Majesté Apostolique (octroyé vers 1000) ;
- Espagne : Majesté Catholique (octroyé en 1493) ;
- Angleterre, Grande-Bretagne puis Royaume-Uni : Défenseur de la Foi (octroyé en 1521 puis révoqué en 1530) ;
- Pologne : Majesté Orthodoxe (octroyé en 1661) ;
- Portugal : Majesté Très Fidèle (octroyé en 1748).